# Скапа-Флоу
58°54′ пн. ш. 3°03′ зх. д. / 58.900° пн. ш. 3.050° зх. д.

Карта «Скапа-Флоу»

Скапа-Флоу (англ. Scapa Flow, давньоісл. Skalpaflói) — гавань у Шотландії на Оркнейських островах, на південь від острова Мейнленд. Має площу 360 км², захищена з боку моря кількома островами, завглибшки до 50 м, піщане дно. Має достатню місткість для розміщення великої кількості суден значних розмірів і вважається однією з найзручніших природних гаваней у світі.
Близько тисячі років тому вікінги вже входили до Скапа-Флоу; під час Першої та Другої світових воєн тут базувалися головні сили британського військово-морського флоту — Гранд-Фліт.
21 червня 1919 року у Скапа-Флоу був затоплений власними екіпажами німецький Флот відкритого моря через небажання віддавати його переможцям у Першій світовій війні як репарації союзникам.
База Скапа-Флоу закрита в 1956 році. Нині гавань має популярність серед любителів підводного плавання з аквалангом.

## XIX століття
За часів континентальної блокади Скапа-Флоу слугувала збірним пунктом для караванів транспортних суден, що вирушали в європейські порти. Для оборони островів від наполеонівського десанту були збудовані так звані Вежі Мартелло (генуезькі башти) — невеликі кам'яні форти з обертовими гарматними платформами за зразком генуезького укріплення на корсиканському мисі Мартелло, з якими британський флот зіткнувся в бою в 1794 році.

## Перша світова війна
У 1904 році Адміралтейство вперше розглянуло питання про перебазування головних сил з Ла-Маншу на північ, в Шотландію. База на півночі виводила головні сили з-під загрози блокади вузької протоки зростаючими німецькими морськими силами, і дозволила б оперативно контролювати все Північне море. Згідно з британською морською доктриною, виробленою незадовго до війни Баттенбергом та Бріджманом, базування головних сил у Скапа-Флоу, поза радіусом ефективної дії німецьких підводних човнів, повинно було замкнути Флот Відкритого Моря в його портах — що й сталося під час війни.
Обговорювалися бази в Росайті та Інвергордоні до 1914 року не були укріплені, тому при мобілізації 28-29 липня 1914 року лінійні кораблі Першого флоту перебазувалися в Скапа-Флоу, добре відому по передвоєнним навчань (і також не укріплену) і Крометрі та з оголошенням війни взяли бойове ім'я Гранд-Фліт. Лінійні крейсери перебазувалися в Росайт. Надалі саме Скапа-Флоу, з площею басейну понад 200 км², стала головною базою флоту.
З ініціативи адмірала Джелліко на островах були терміново обладнані позиції берегової артилерії та мінні поля, а протоки між островами — прикриті протичовновими загородженнями (бони та Блокшиви).
Двічі, у 1914 і 1918 роках, німецькі підводні човни проривалися всередину гавані, але обидва були знищені, не завдавши шкоди британським кораблям. 23 листопада 1914 року U-18 під командуванням Генріха фон Хенніга, прилаштувався за кормою транспорту, що входив до бази, пройшов через розведені протичовнові мережі, але бувши атакованим і протараненим британським тральником, незабаром затонув. 18 жовтня 1918 року UB-116 під командуванням Ганса-Йоахіма Емсманна, що намагався проникнути в гавань тим же маршрутом, був виявлений за допомогою підводних гідрофонів і підірваний дистанційно керованої міною.
Успішнішими були мінні постановки німецьких підводників. 5 червня 1916 року на міні, виставленій U-75 поблизу Оркнейських островів, загинув, вийшовши зі Скапа-Флоу, крейсер «Гемпшир». Разом з екіпажем загинув прямуючи до Архангельська фельдмаршал Китченер; врятувалося лише 12 чоловік.
9 липня 1917 року стався вибух порохових погребів лінкора «Венгард», що стояв на якорі в гавані. Лінкор разом із 843 моряками затонув практично миттєво. Причина вибуху не була встановлена точно; найбільш ймовірна версія — непомічене самозаймання вугільного пилу в бункерах, що перекинулося на сусідні відсіки.

## Події 21 червня 1919

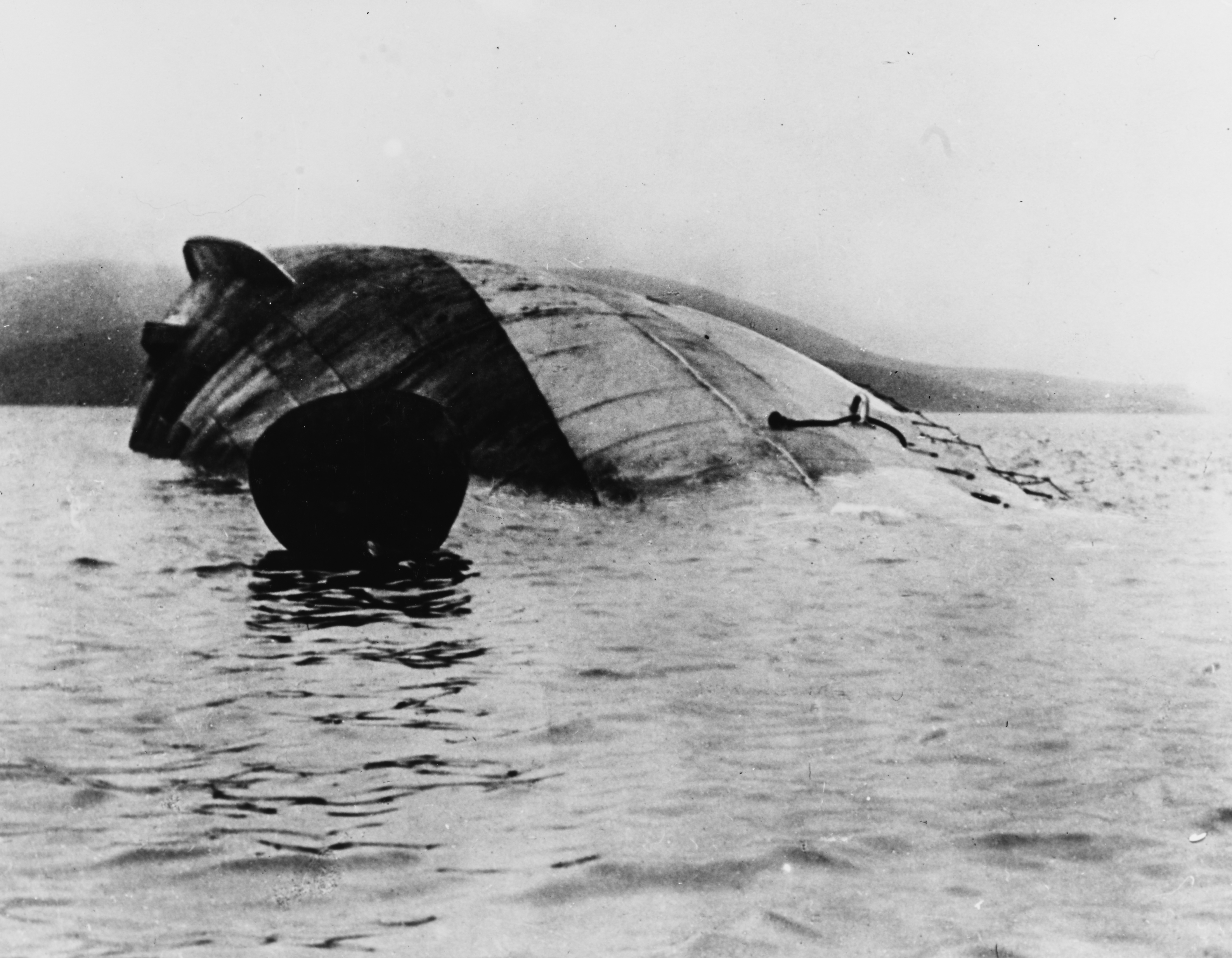
Лінійний крейсер «Зейдліц»

Німеччина прийняла умови Комп'єнського перемир'я 11 листопада 1918 року. За умовами перемир'я, весь німецький флот з екіпажами повинен був бути інтернований до підписання мирного договору в нейтральних портах.
Пропозиції інтернувати флот в Іспанії та Норвегії прийняті не були, і на вимогу англійців флот із 74 вимпелів під командуванням адмірала Людвіга фон Ройтера, конвойований Гранд-Флітом, перебазувався в Скапа-Флоу. 21 листопада 1918 року німецькі кораблі спустили прапори, а до 27 листопада вони були зібрані і роззброєні на стоянці в затоці Гаттер-Бей, під прицілом британських лінкорів. Німецькі екіпажі, загальною чисельністю понад 20 000 осіб, було скорочено вчетверо протягом грудня 1918 року.
Відрізаний від джерел інформації адмірал Ройтер справедливо вважав, що рано чи пізно англійці захоплять його кораблі — повернення під німецьким прапором видавалося неможливим. У червні 1919 року (перемир'я минало 23 червня) німецькі офіцери підготували кораблі до термінового затоплення, чекаючи лише відходу зі Скапа-Флоу лінкорів Гранд-Фліту. 21 червня 1919 року, о 10:30 ранку, Ройтер дав умовний сигнал на відкриття кінгстонів. Він був виконаний всіма кораблями, крім флагманського «Емдена»: до нього була пришвартована британська плавбаза, і адмірал волів тримати англійців, щоб вони не знали якомога довше. До 17:00 затонув весь німецький флот, за винятком викинутого на берег лінкору «Баден», трьох легких крейсерів і 16 міноносців. 9 німецьких матросів загинули, коли британці намагались зупинити затоплення. Ройтер покарання уникнув.

## Підйом затонулих кораблів

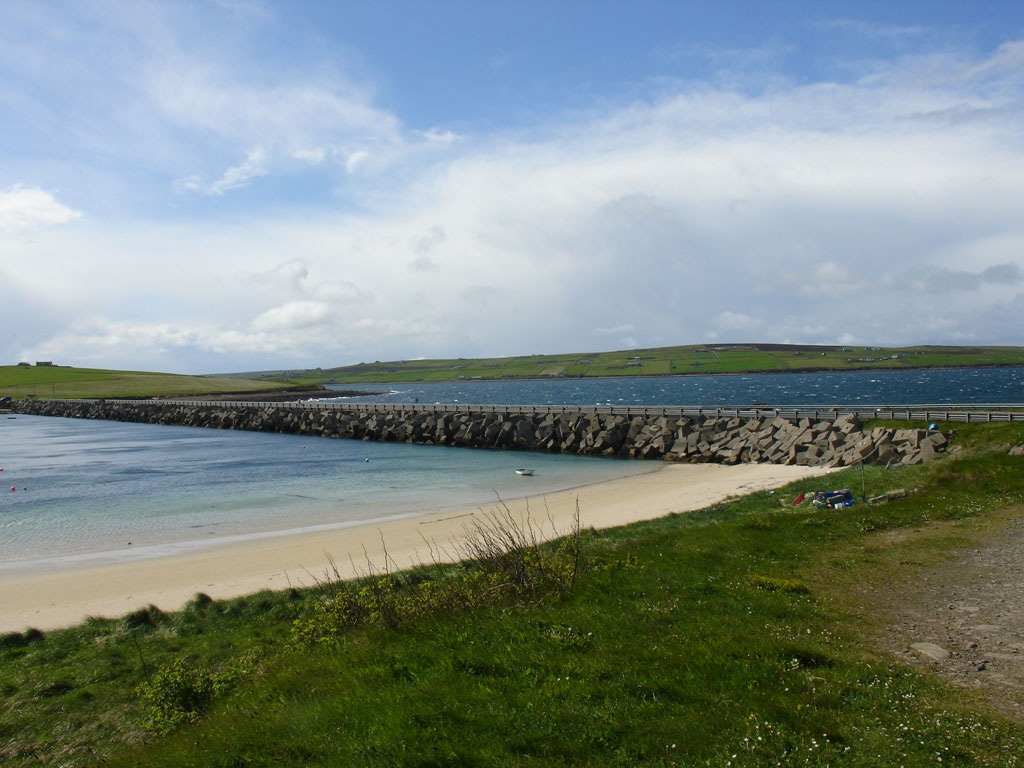
Один із «бар'єрів Черчілля»

1924 року торговець металобрухтом Ернест Френк Кокс (1883—1959), що ніколи раніше не займався підйомом суден, викупив у британського Адміралтейства права на підйом частини затонулих німецьких кораблів (26 міноносців і 2 лінкори) за 24 000 фунтів. Раніше Адміралтейство дійшло до висновку про неможливість рятувальної операції і легко розлучилося з непотрібними «активами». За вісім років Кокс зумів створити нові технології підйому та підійняв на поверхню понад 40 кораблів, але справа так і не стала прибутковою.
Перший корабель, міноносець V-70 водотоннажністю 750 т, що лежав на мілководді, Кокс підійняв 1 серпня 1924 року, причому виявилося, що місцеві жителі вже зняли з корабля все цінне. Надалі і сам Кокс «запозичив» вугілля з бункерів потоплених суден. За два роки команда Кокса підійняла 25 міноносців; в 1926 році на підйом кожного йшло всього 4 дні.
Спроба підняти з дна лінійний крейсер «Гінденбург» (повна водотоннажність 30 707 т) у 1926 році закінчилася катастрофою; друга спроба 1930 року виявилася успішною. 1927 року з третьої спроби був піднятий «Мольтке», 1928 року — «Кайзер» і «Зейдліц», 1931 року — «Фон дер Танн» і «Принц-регент Луітпольд». У тому ж 1931 році сам Кокс перестав займатися підйомом; його наступники 1933 року підійняли лінкор «Дер Гроссер Курфюрст», у 1934 році — «Байерн» і в 1939 — «Дерфлінгер». Обробили на метал тільки 7 років потому. Підняті кораблі буксирувалися в Росайт (поблизу Единбурга) і там обробляли на метал.
На дні гавані залишаються лінкори «Кеніг», «Маркграф», «Кронпринц Вільгельм» і 4 легких крейсери.

## Друга світова війна

Маневрування U-47 біля Скапа-Флоу

14 жовтня 1939 року німецька U-47 під командуванням Гюнтера Пріна, спеціально відібраного для атаки на Скапа-Флоу адміралом Деніцем, проникла в гавань через протоку Кірк-Саунд, перегороджену трьома блокшивами. Перший залп U-47 припав на британський лінкор «Ройял Оук», одна торпеда потрапила в ціль, але лінкор залишився на плаву. Другий залп — кормовим торпедним апаратом — пройшов мимо, третій — трьома торпедами — призвів до загибелі лінкора і 833 осіб із його екіпажу. 386 моряків врятувалися. U-47 повернувся у Вільгельмсгафен 17 жовтня. 1942 року газети США повідомили, що Пріна наводив на ціль німецький агент Альфред Верінг, що жив на островах і втік після атаки на іншому підводному човні, але ці відомості виявилися помилковими.
За підсумками розслідування позбувся своєї посади комендант островів, адмірал Вілфред Френч. Загородження блокшивами були визнані неефективними, і замість них британці руками італійських військовополонених побудували так звані бар'єри Черчилля (англ. Churchill barriers) — кам'яні греблі через малі протоки у східній частині Скапа-Флоу. Система дамб загальною завдовжки 2,3 км, розпочата будівництвом у травні 1940 року, була завершена тільки в 1944 році.

## Сучасність

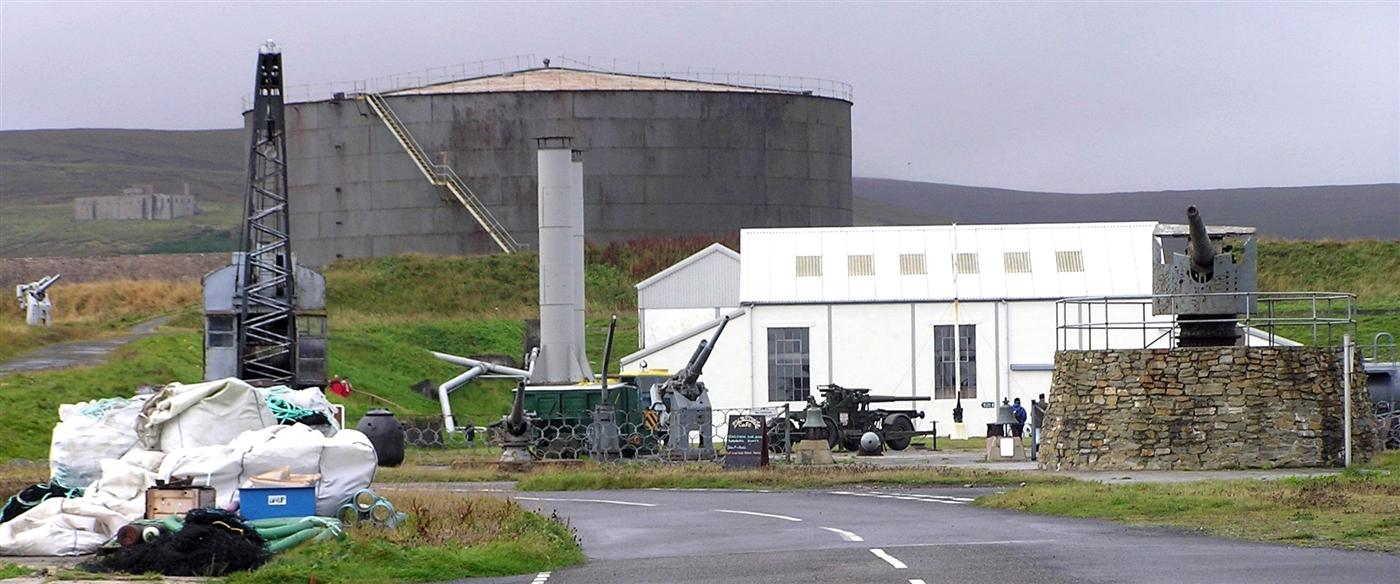
Будівля колишньої флотської нафтобази на острові Хой, де діє експозиція

У 1956 році база ВМС у Скапа-Флоу була закрита. 1962 року уряди Німеччини та Великої Британії остаточно врегулювали права на останки затоплених німецьких суден — Німеччина їх офіційно продала через 42 роки після загибелі.
На острові Хой у будівлі колишньої флотської нафтобази діє експозиція для відвідувачів.
Доступ аквалангістів до останків лінкорів «Ройял Оук» і «Венгард» заборонено — це одні із 16 підводних братських могил, що охороняються британськими законами. Доступ аквалангістів до останків німецького флоту дозволений, але плавці не в праві проникати всередину кораблів або забирати з собою що-небудь знайдене на кораблях і в радіусі 100 м від них. Занурення на німецькі лінкори, що лежать на глибинах до 43 м, класифікуються як середньо-складні.

## Цікаві факти
Ім'ям Скапа-Флоу названі:
- Один із сортів шотландського віскі
- Фолк-група з Німеччини, що грає шотландську музику.

## Галерея

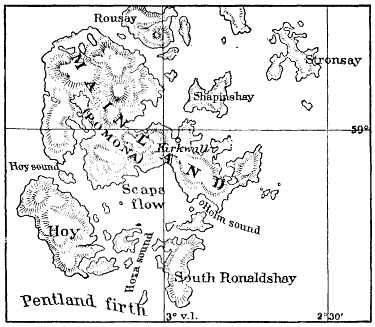
Карта Скапа-Флоу 1916 року
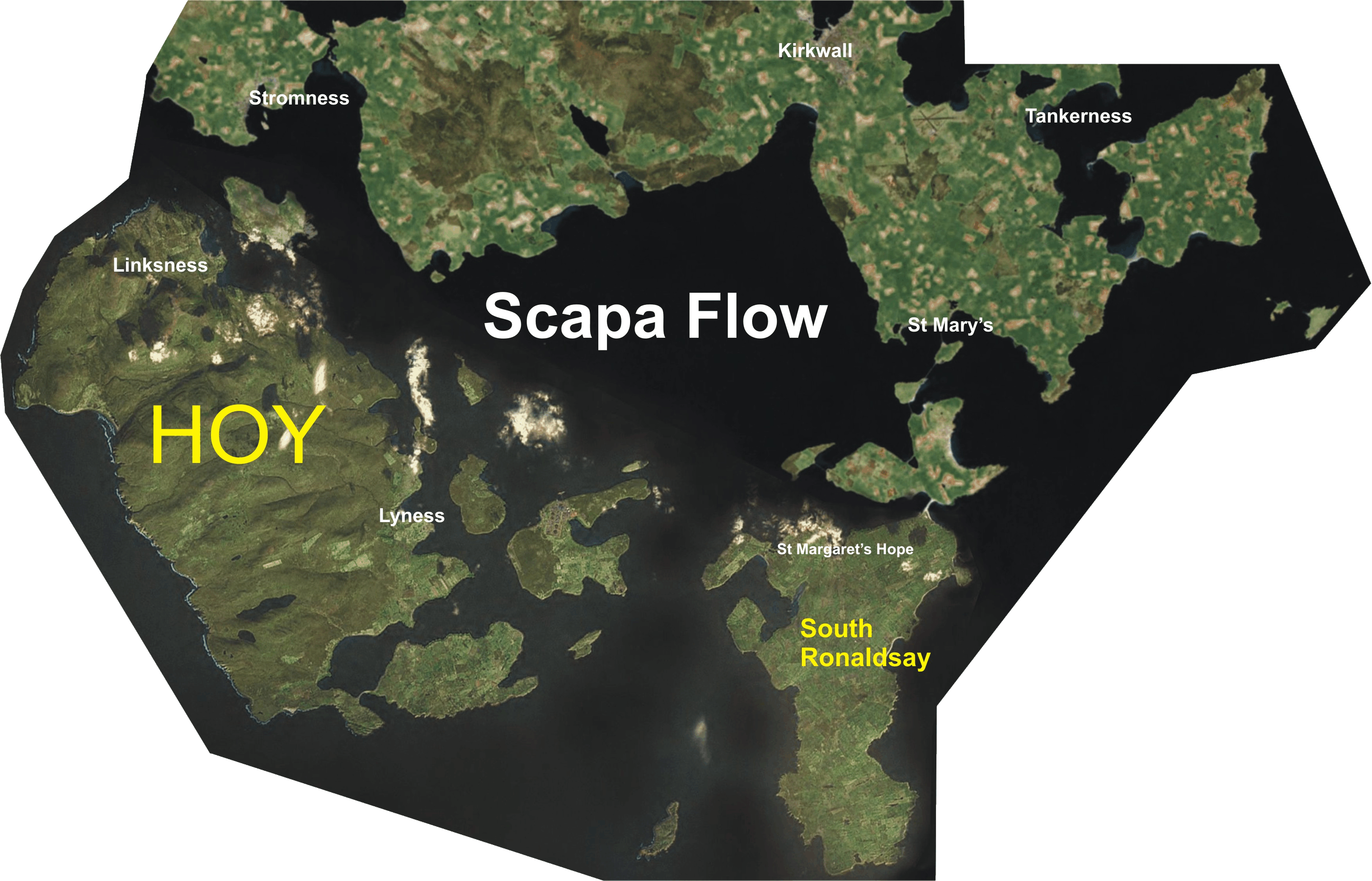
Затока Скапа-Флоу, фотографія з повітря
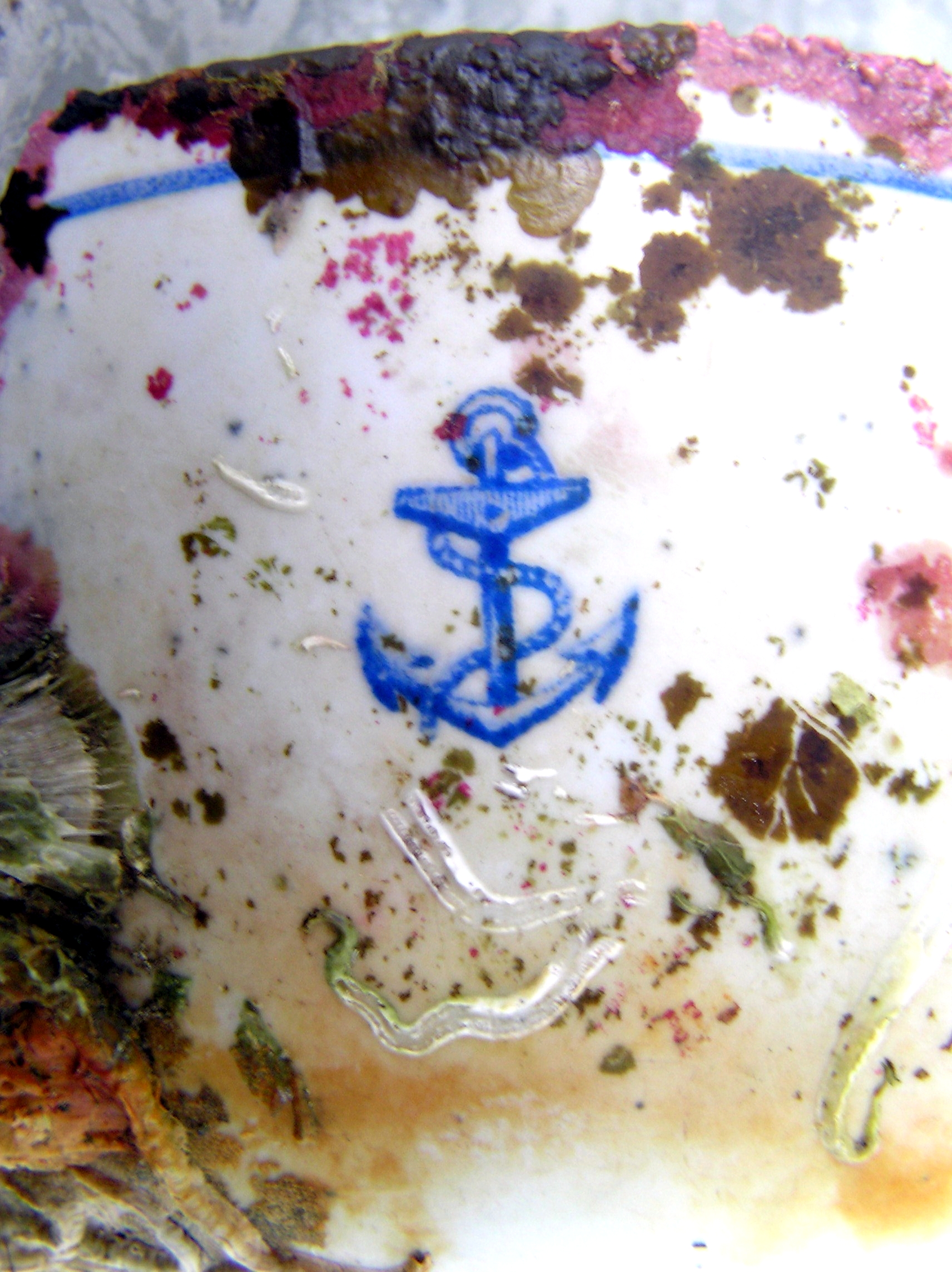
Фрагмент битого посуду британського флоту, знайдений у водах Скапа-Флоу
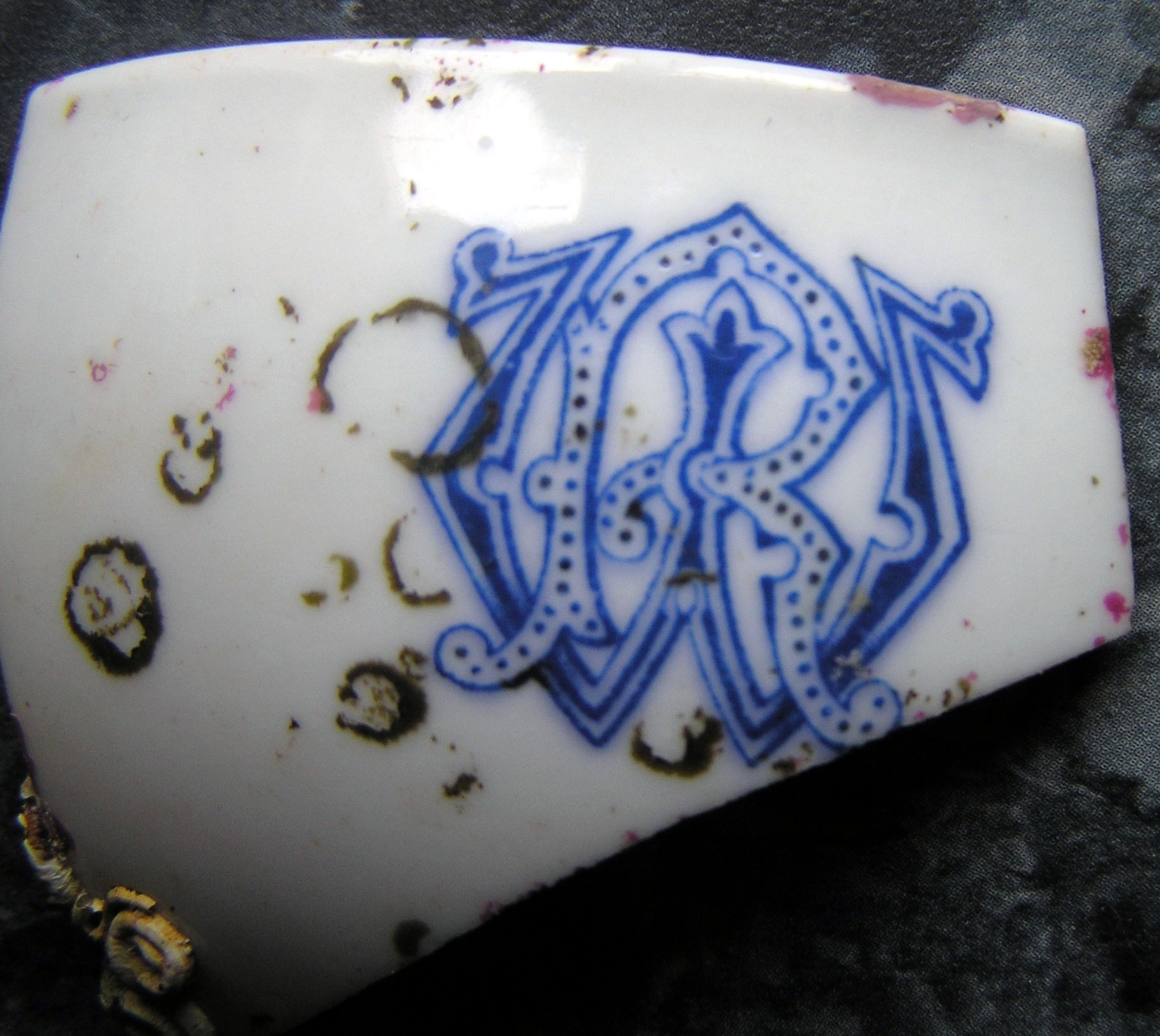
Фрагмент битого посуду німецького флоту, знайдений у водах Скапа-Флоу
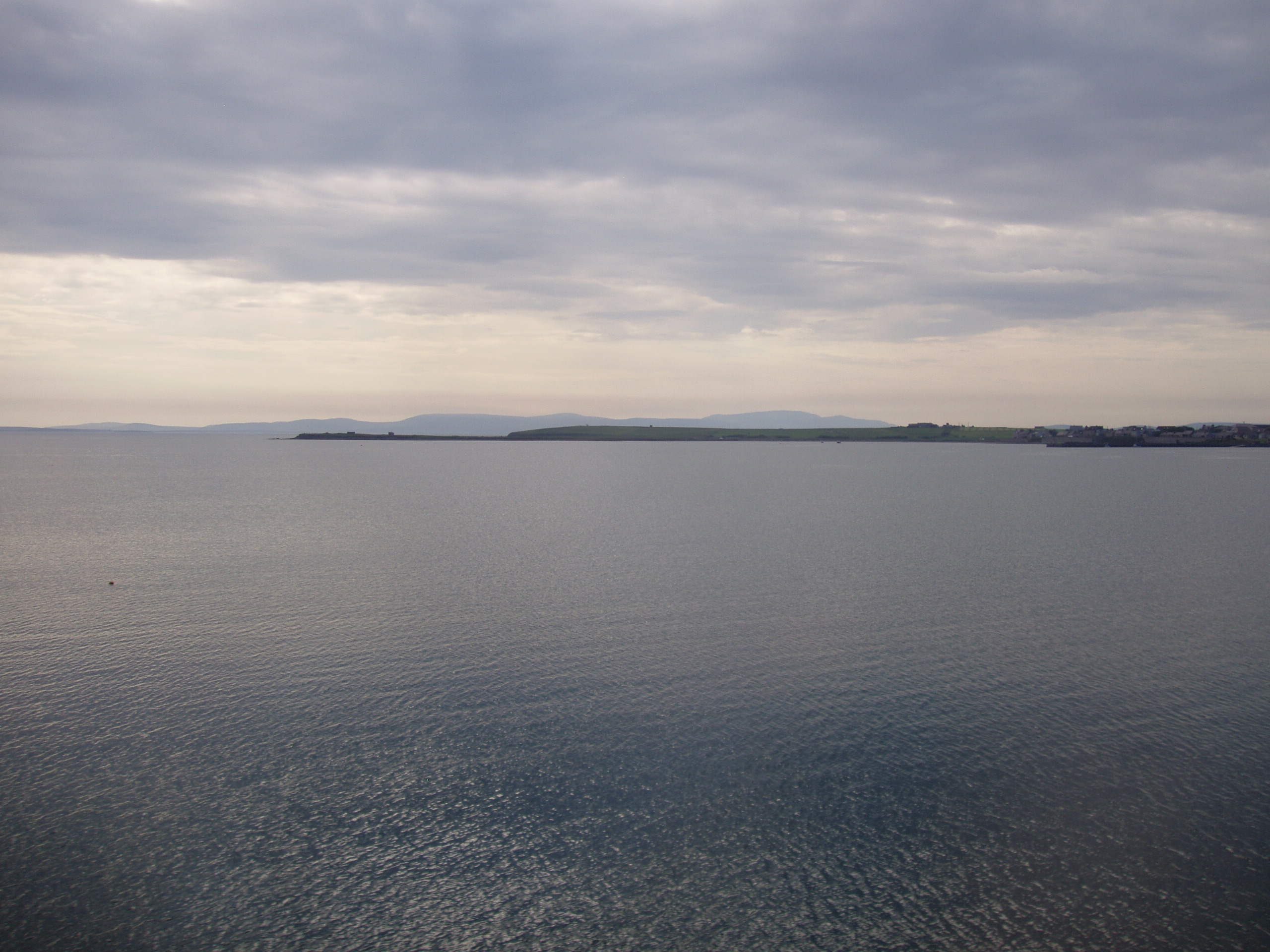
Панорама зі східної частини Скапа-Флоу
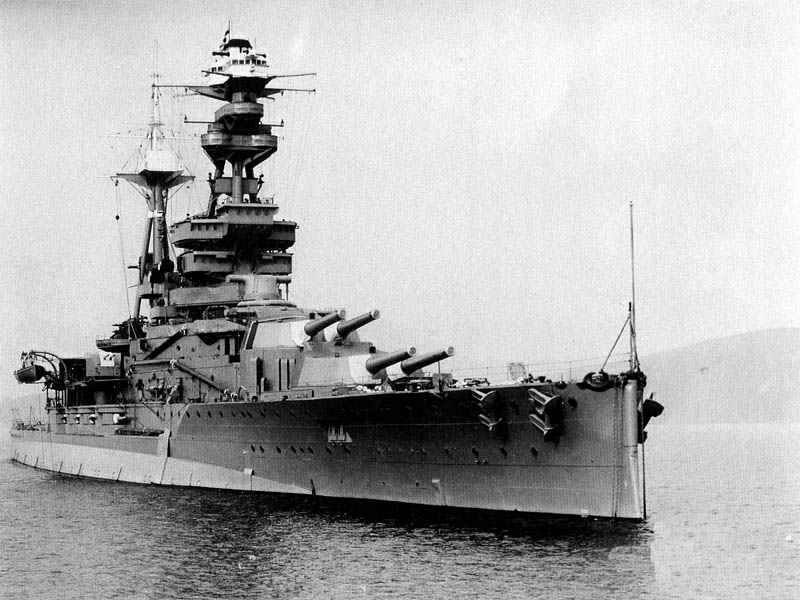
Лінкор "Royal Oak", 1937 рік
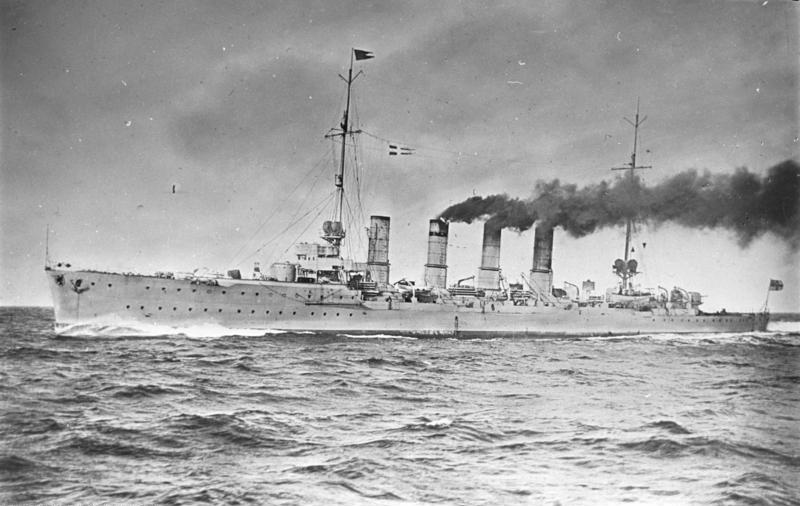
Крейсер "Karlsruhe", 1914 рік
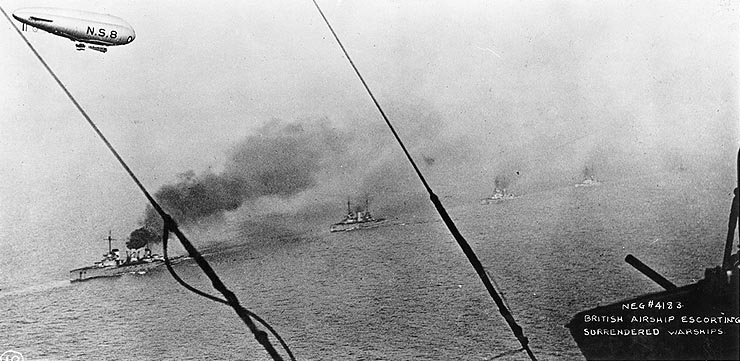
Фото NH 59665 із британського дирижабля NS8, що супроводжує німецький флот у Скапа-Флоу, 21 листопада 1918 року